# Frauenberg (Nahe)
Frauenberg ist eine Ortsgemeinde im Landkreis Birkenfeld in Rheinland-Pfalz. Sie gehört der Verbandsgemeinde Baumholder an.

## Geographie
Der Ort liegt an der oberen Nahe zwischen Westrich und Hunsrück.
Im Süden befindet sich Reichenbach, im Westen Sonnenberg-Winnenberg, im Norden Idar-Oberstein und östlich liegt der Truppenübungsplatz Baumholder.

## Geschichte
Auf dem Nahekopf befand sich ein keltischer Ringwall. Die erste urkundliche Erwähnung von Frauenberg erfolgte um 1327 als Loretta von Sponheim die nahe Frauenburg bezog. Der Ort wurde Sitz des sponheimischen Amtes Frauenburg, das außerdem die Orte Reichenbach, Ausweiler, Winnenberger-Hof, Hammerstein, Homricher-Hof, Nohen und Rimsberg umfasste. Das Amt wurde 1570, als in Frauenberg etwa 8 Familien lebten, aufgelöst und dem Amt Birkenfeld angeschlossen. Der Ort Tal-Frauenberg war nach den Verwüstungen des Dreißigjährigen Krieges von seinen Bewohnern verlassen worden. Für 1673 wird ein Angriff französischer Soldaten auf die Burg Frauenburg erwähnt, die, obwohl inzwischen teilweise verfallen, als Zufluchtsort der Bevölkerung des Umlands diente. Im Jahr 1682 sind wieder drei ortsansässige Familien dokumentiert. Bis 1761 war die Einwohnerzahl auf etwa 100 gestiegen, doch sorgte ein Hochwasser der Nahe dafür, dass deren Häuser zerstört oder unbewohnbar wurden und die obdachlosen Einwohner umgesiedelt werden mussten. 11 Familien zogen nach Neu-Frauenberg, 9 Familien auf den Sonnenberg. Die heutige Hanglage der Ortschaften erklärt sich daraus, dass man vor erneuten Überschwemmungen sicher sein wollte. 
1816 kam Frauenberg zur Sachsen-Coburg-Gothaischen Exklave Fürstentum Lichtenberg, während der Nachbarort Sonnenberg am anderen Naheufer zum oldenburgischen Fürstentum Birkenfeld kam. 1834 wurde das Fürstentum Lichtenberg und damit auch Frauenberg per Staatsvertrag preußisch. 1860 begann mit der Eröffnung der Nahetalbahn das Eisenbahnzeitalter in der Region, an der 1880 der Bahnhof Sonnenberg eingeweiht wurde. Im Jahr 1910 lebten bereits 241 Menschen in Frauenberg. Am Ende des Ersten Weltkrieges entstand das Saargebiet als von Frankreich verwaltetes Gebiet, dem auch Teile des Landkreises St. Wendel zugeschlagen worden, in dem Frauenberg lag. Der Ort selbst blieb jedoch im bei Preußen verbleibenden Teil des Kreises, der fortan als Restkreis Sankt Wendel-Baumholder bezeichnet wurde. 1937 ging dieser Kreis schließlich im Kreis Birkenfeld auf. Im selben Jahr wurde im Rahmen der nationalsozialistischen Kriegsvorbereitungen mit dem Bau des Truppenübungsplatzes Baumholder begonnen, für den auch Frauenberg etwa 40 Hektar seiner Gemarkung abtreten musste und der bis heute die Gegend prägt. Im Jahr 1939 zählte Frauenberg 350 Einwohner.
Nach dem Zweiten Weltkrieg lag Frauenberg in der französischen Besatzungszone und gehörte dem neuen Land Rheinland-Pfalz an. Die Einwohnerzahl betrug 1950 356, stieg auf 390 im Jahr 1961, hielt sich bei 382 im Jahr 1970 und stieg dann, begleitet durch die Schaffung von Neubaugebieten im Ort, auf 468 im Jahr 1982 und rund 500 im Jahr 1986. Wie im unweit gelegenen Idar-Oberstein war auch in Frauenberg die Schmuckindustrie von großer Bedeutung; Achat-, Edelstein- und Steinschleifereien wurden überwiegend in kleinen Familienunternehmen betrieben. Die Landwirtschaft spielte im Ort dagegen, vor allem wegen der ungünstigen landwirtschaftlichen Struktur der Gemarkung, die überwiegend bewaldet ist, eine geringere Rolle. Der Ausbau der innerörtlichen Straßen wie auch der Verbindung nach Idar-Oberstein zu geteerten Straßen erfolgte in den 1960er Jahren. Andererseits wurde die in Frauenberg bestehende Volksschule mit ihren 8 Klassen aufgelöst, sodass seither die Kinder die Schule in Sonnenberg besuchen. 1979 wurde eine biologische Kläranlage in Betrieb genommen. Das alte Schulgebäude wurde 1986/1987 in ein Dorfgemeinschaftshaus umgewandelt. 

## Bevölkerung
Die Entwicklung der Einwohnerzahl von Frauenberg, die Werte von 1871 bis 1987 beruhen auf Volkszählungen:
| Jahr | Einwohner |
| 1815 | 88        |
| 1835 | 130       |
| 1871 | 203       |
| 1905 | 242       |
| 1939 | 350       |
| 1950 | 356       |

| Jahr | Einwohner |
| 1961 | 390       |
| 1970 | 382       |
| 1987 | 478       |
| 2005 | 444       |
| 2022 | 371       |

## Politik

### Bürgermeister
Karl-Heinz Thom wurde am 17. April 2023 Ortsbürgermeister von Frauenberg. Er wurde 2024 vom Rat wiedergewählt.
Die Vorgänger waren:
- Patrick Kielburger: 2019 bis 2023[4][5][6]
- Dirk Schröter: 2012 bis 2019[4]

### Wappen
Das Schachbrettmuster im oberen Schildteil verweist auf die Zugehörigkeit zur Grafschaft Sponheim. Im unteren Teil wird die Gräfin Loretta von Sponheim dargestellt, die ihren Witwensitz auf der Frauenburg hatte.

## Kultur und Sehenswürdigkeiten
Die nahegelegene Burgruine Frauenburg wurde 1330 erstmals erwähnt.
Der Klausfelsen ragt 28 Meter hoch aus einem Woog der Nahe.
Siehe auch:
- Liste der Kulturdenkmäler in Frauenberg
- Liste der Naturdenkmale in Frauenberg

## Wirtschaft und Infrastruktur
Im Norden verläuft die Bundesstraße 41 im Süden die Bundesautobahn 62.
In Idar-Oberstein ist ein Bahnhof der Bahnstrecke Bingen–Saarbrücken.